# Port lotniczy Stoelmans Eiland
Port lotniczy Stoelmans Eiland (IATA SMZ, ICAO SMST) – port lotniczy zlokalizowany w miejscowości Stoelmans Eiland, w Surinamie.